# 青俊苑

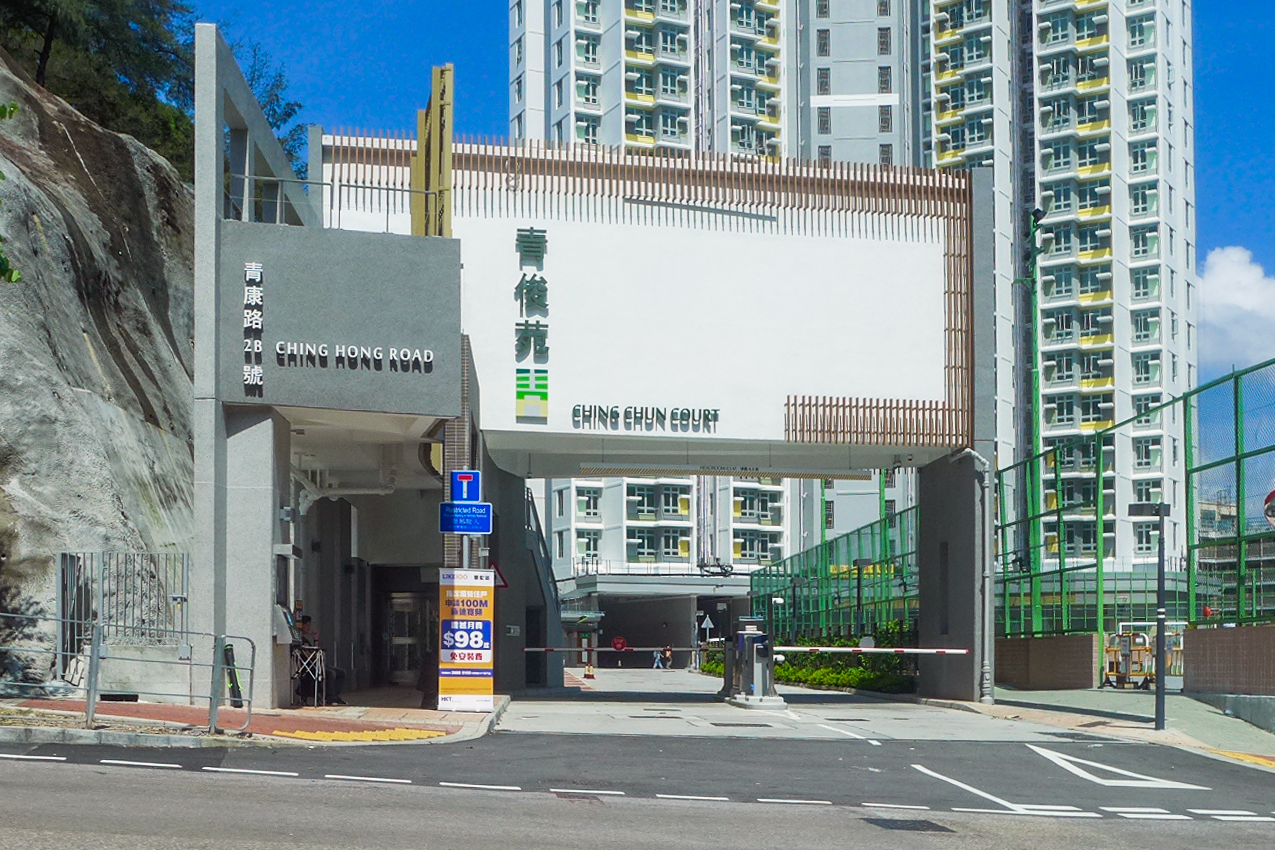
青俊苑入口

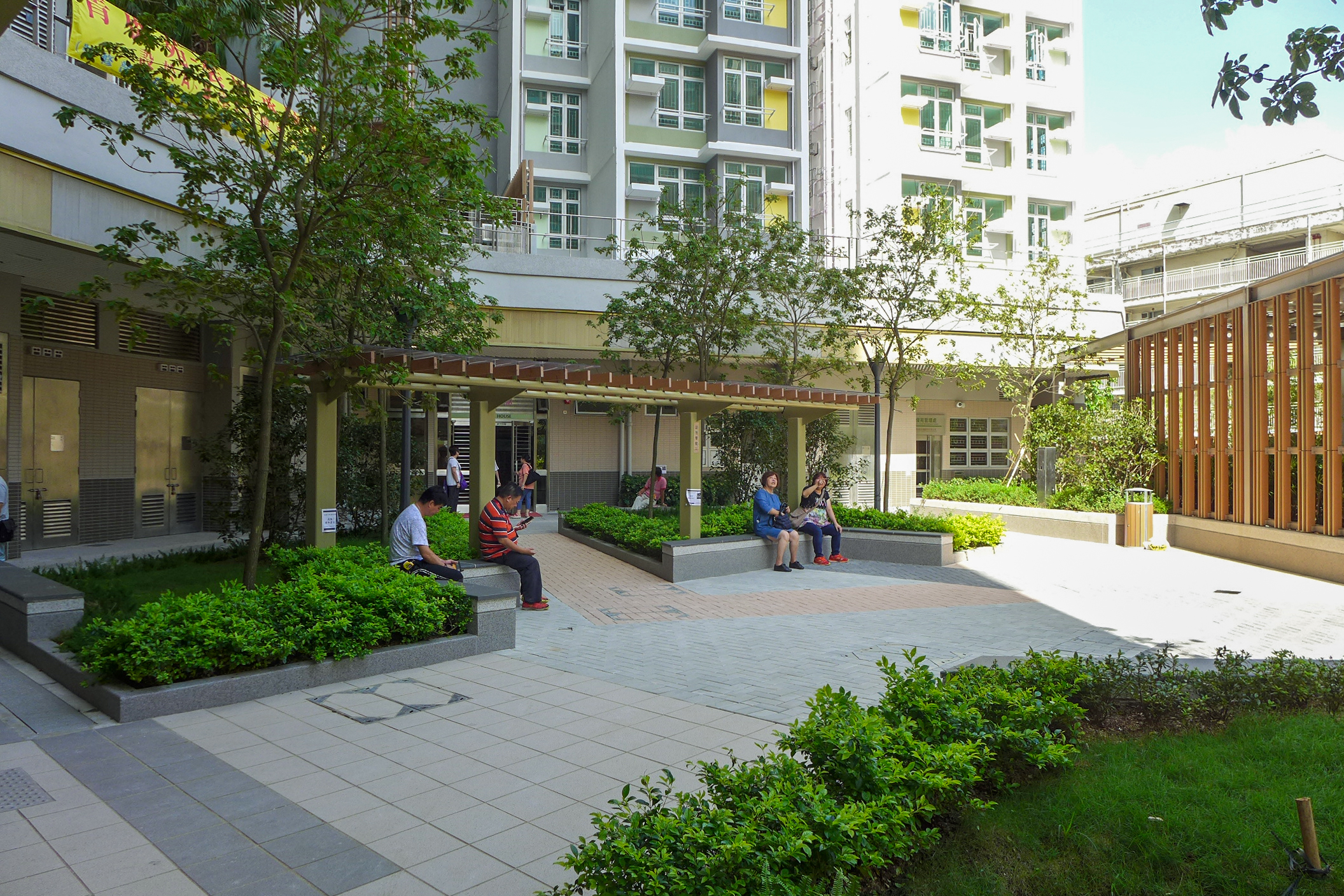
園境花園

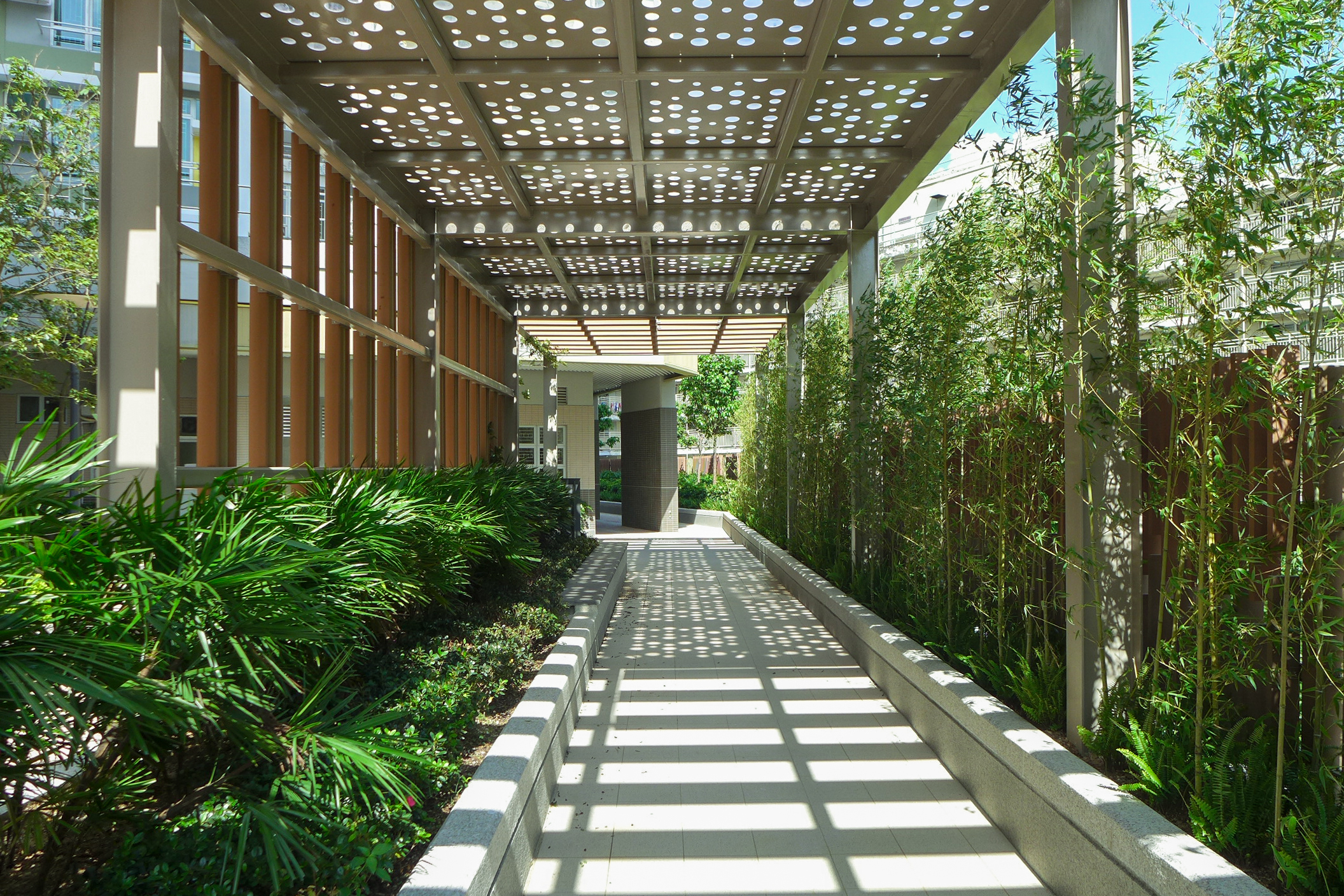
園境花園內的涼亭

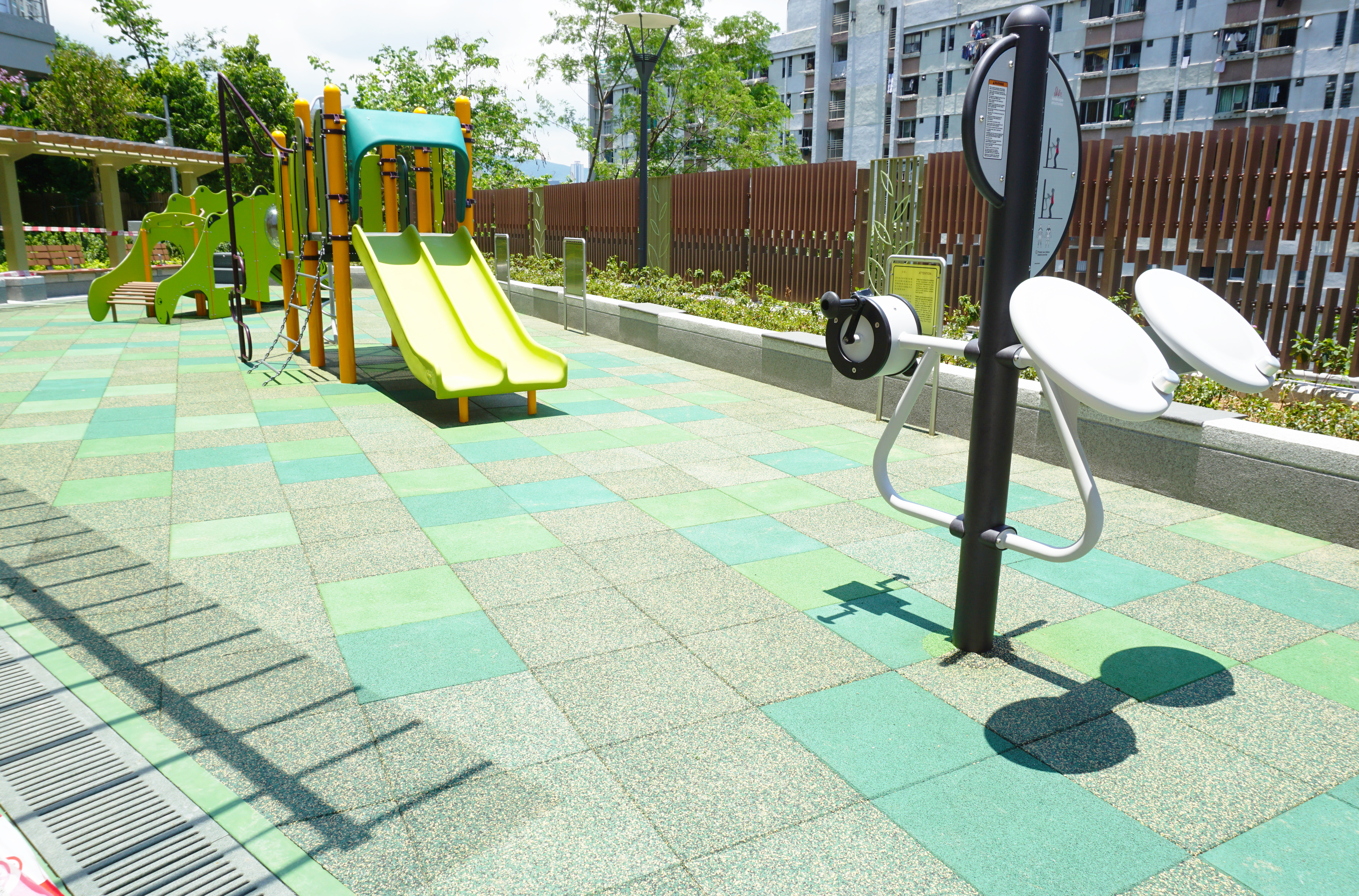
社區遊樂場

青俊苑（英語：Ching Chun Court）是香港房屋委員會在葵青區的居者有其屋屋苑之一，項目編號為KS18，位於新界葵青區青康路2B號，坐落半山，所以部份單位景觀甚為開揚，更是同期居屋中唯一可享有海景的屋苑。屋苑由房屋署總建築師（4）（及後改為總建築師（7））設計，外型以水泉澳邨映泉樓的X字型樓宇為藍本，但在中間分開拆成兩座Y字型設計。

## 歷史
屋苑位置前身為長青邨內的香港四邑商工總會陳黎繡珍紀念學校校舍，該校於2006年因收生不足停辦；當時原有一國際學校擬於該校舍設校，但最後放棄，校舍一直丟空。及後，政府於2014年宣布拆卸校舍並用作重建居屋。現時由創毅物業服務顧問有限公司負責物業管理。

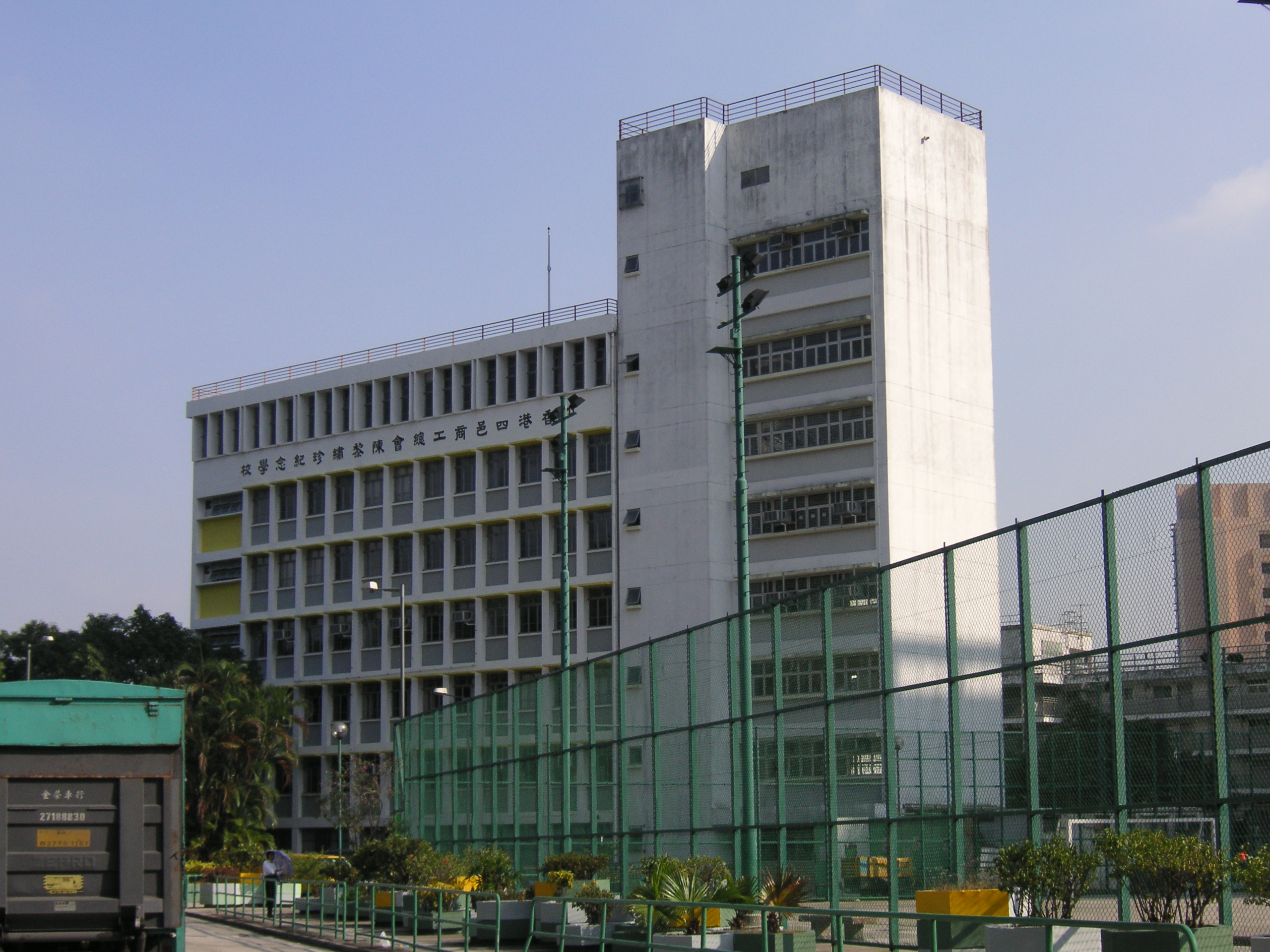
拆卸前的香港四邑商工總會陳黎繡珍紀念學校校舍（2005年11月）

## 屋苑資料

### 樓宇
屋苑由2座樓高24層的物業組成，共有465伙單位，實用面積40.4至40.7 m2（435至438 sq ft），定價由$201.47萬至$279.63萬。2017年重售剩餘單位價格上升14%。
| 樓宇名稱（座號） | 門牌號碼   | 樓宇類型               | 落成年份 | 樓宇層數 （住宅層數） | 每層伙數                             | 單位數目（伙） | 建築師                              | 承建商   | 提供升降機的廠商 |
| ---------------- | ---------- | ---------------------- | -------- | --------------------- | ------------------------------------ | -------------- | ----------------------------------- | -------- | ---------------- |
| 俊軒閣（A座）    | 青康路2B號 | 非標準設計大廈 （Y型） | 2017年   | 24（1-24樓）          | 8（1-3樓） 10（4-23樓） 9（24樓）    | 233            | 房屋署總建築師（4）、 總建築師（7） | 中國建築 | 東芝             |
| 俊豪閣（B座）    | 青康路2B號 | 非標準設計大廈 （Y型） | 2017年   | 24（1-24樓）          | 8（1-3樓） 10（4-22樓） 9（23-24樓） | 232            | 房屋署總建築師（4）、 總建築師（7） | 中國建築 | 東芝             |

### 原裝交樓設備
浴室附送香港中華煤氣旗下品牌「TGC」牌超薄型煤氣恆溫熱水爐（型號TGW128）乙個。

### 設施
屋苑內設兒童遊樂場、一樓有蓋平台花園及休憩花園。屋苑有節能環保設施，並已取得香港環保建築協會綠色建築環保評核BEAM Plus新建建築暫定金級別認證。
此外，屋苑對出亦設一個5人足球場，但不是24小時開放，於晚上9時30分關閉。

### 配套
青俊苑不設商舖，然而屋苑鄰近已有商場、街市、體育館、泳池等配套設施。
- 長青商場及街市
- 長康一期商場
- 美景商場
- 青衣西南體育館 （設有室內暖水泳池及兒童遊戲室等設施，已於2017年7月啟用[7]）

## 鄰近發展
- 房委會將於郭怡雅神父紀念學校遷出後，將既有校舍重建為單幢公屋，預計2030年落成[8]。

## 所屬選區
青俊苑在立法會地區直選當中，屬於新界西（LC4）選區範圍之內，而地方行政則為葵青區。與鄰近的美景花園以及長青邨全邨所有樓宇組成葵青區議會長青選區。前任區議員是民主黨成員韓俊賢。

### 歷屆議員
| 選區名稱 | 屆別                 | 議員   | 政治聯繫        | 政治聯繫   |
| -------- | -------------------- | ------ | --------------- | ---------- |
| 青衣     | 1982年－1985年       | 鄧良   |                 | 無黨籍     |
| 青衣南   | 1985年－1988年       | 李志輝 |                 | 青衣關注組 |
| 青衣南   | 1988年－1989年       | 李志輝 |                 | 青衣關注組 |
| 青衣南   | 1989年－1991年       | 謝偉明 |                 | 青衣關注組 |
| 青衣南   | 1991年－1994年       | 謝偉明 |                 | 港 港同盟  |
| 長青     | 1994年－1999年       | 李志強 |                 | 無黨籍     |
| 長青     | 2000年－2003年       | 李志強 |                 | 無黨籍     |
| 長青     | 2004年－2007年       | 李志強 |                 | 無黨籍     |
| 長青     | 2008年－2011年       | 李志強 |                 | 無黨籍     |
| 長青     | 2012年－2015年       | 李志強 | 無黨籍 → 經民聯 |            |
| 長青     | 2016年－2019年       | 李志強 |                 | 經民聯     |
| 長青     | 2020年－2021年7月8日 | 韓俊賢 |                 | 民主黨     |
| 長青     | 2021年7月9日－2023年 | 待補選 | 待補選          | 待補選     |

- 註：李志強曾經是自由黨成員多年，但從來未用過自由黨名義參選。

## 興建期間的圖片庫

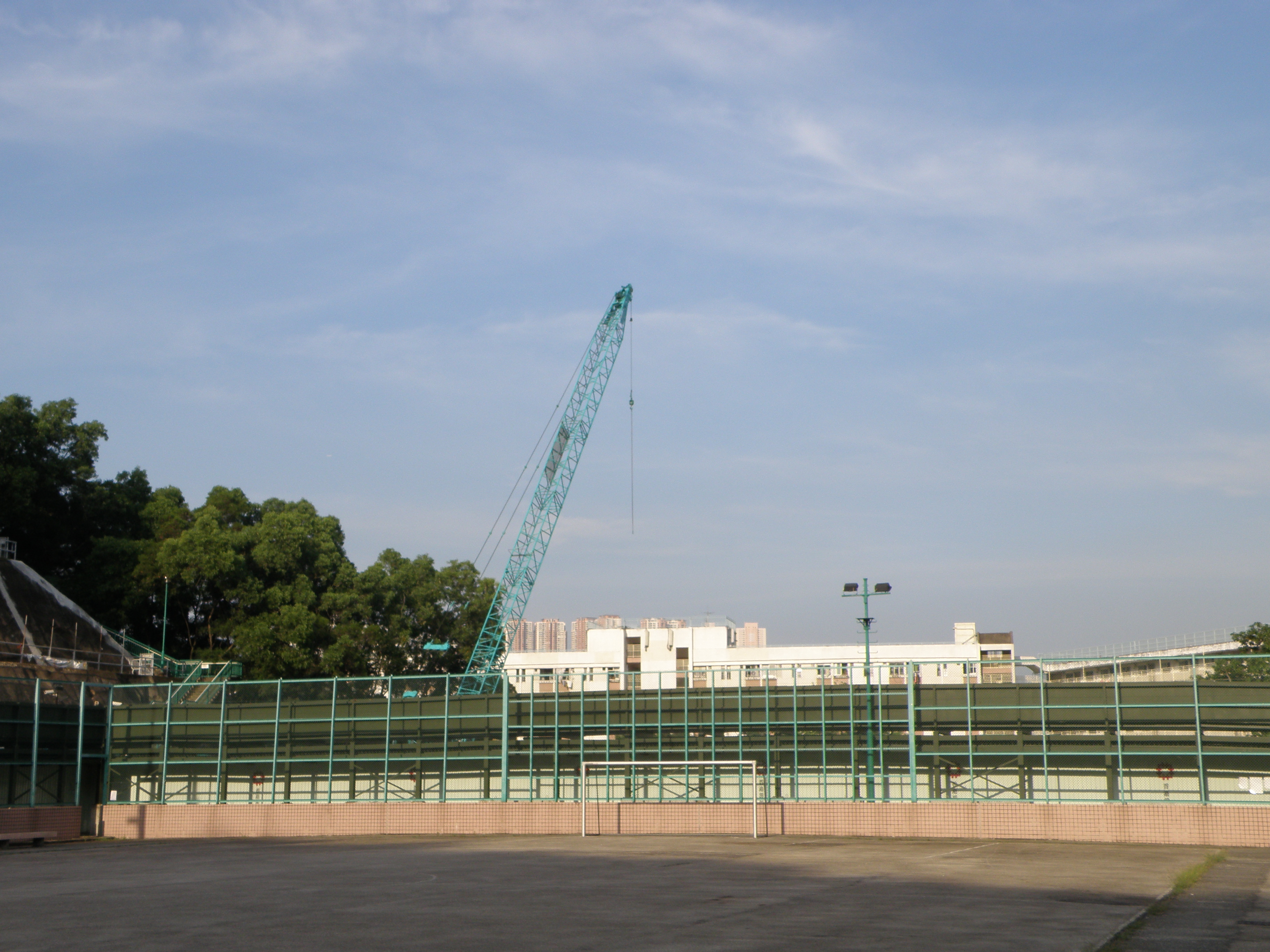
2014年7月
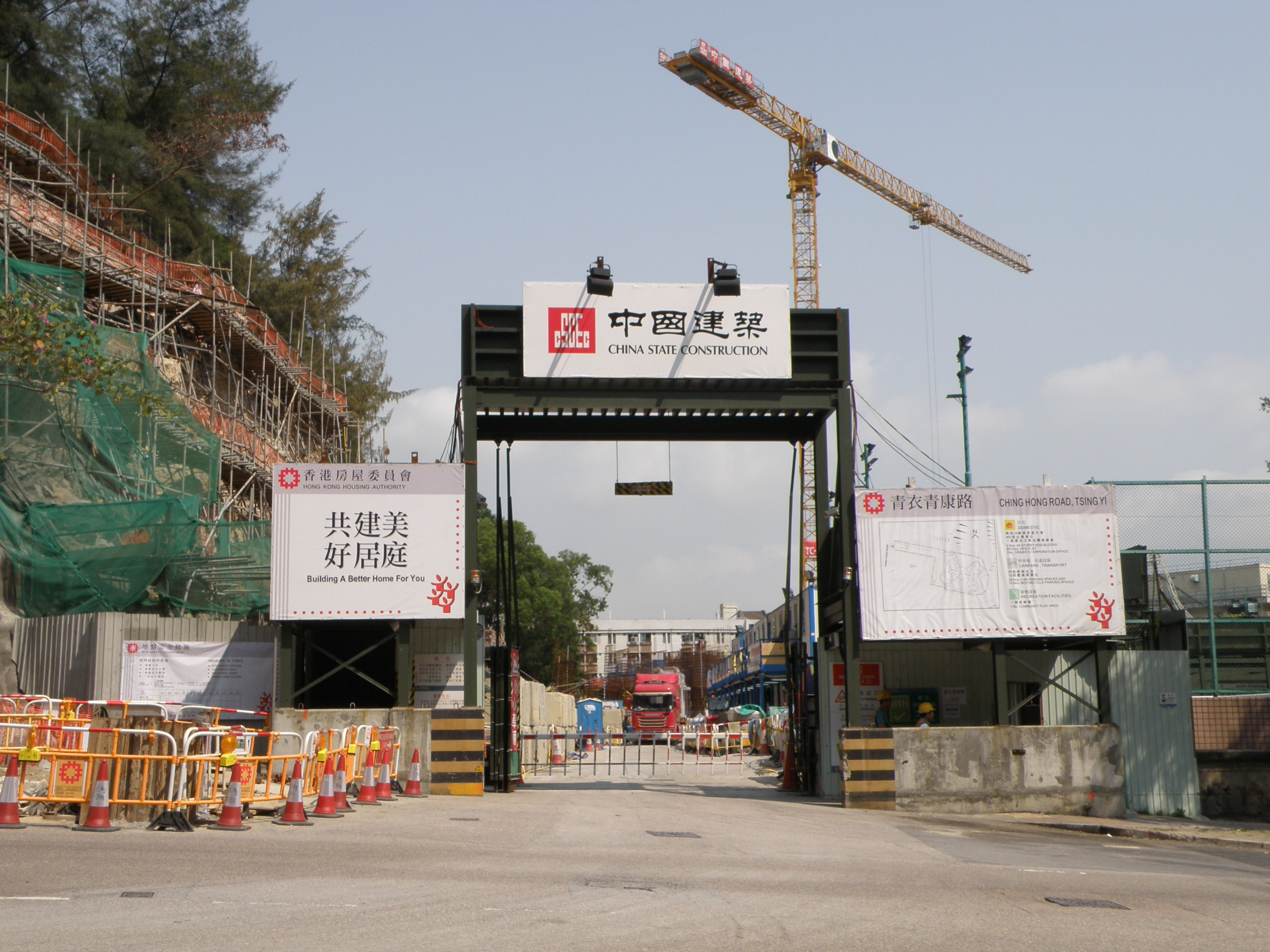
2015年3月
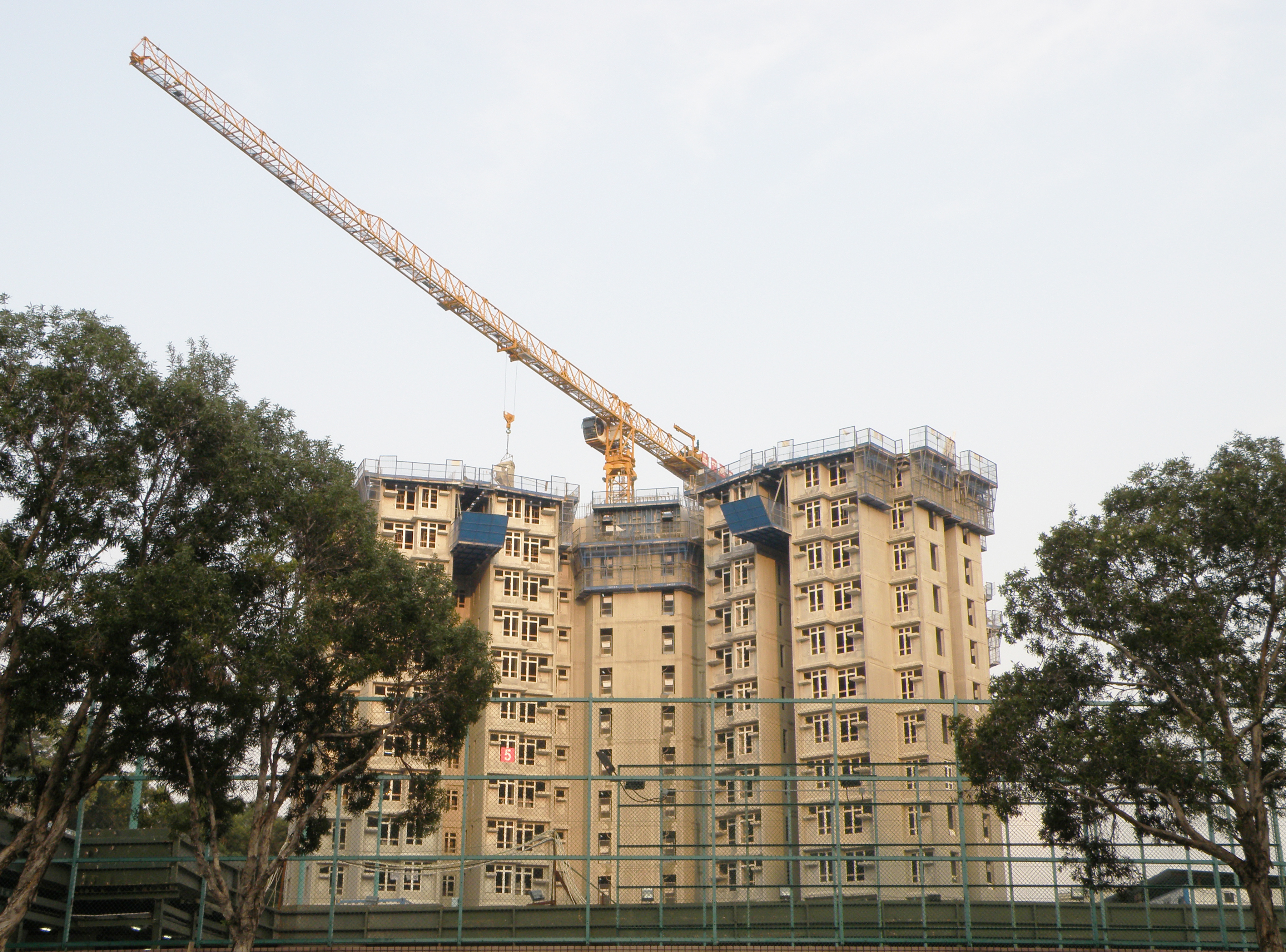
2015年9月
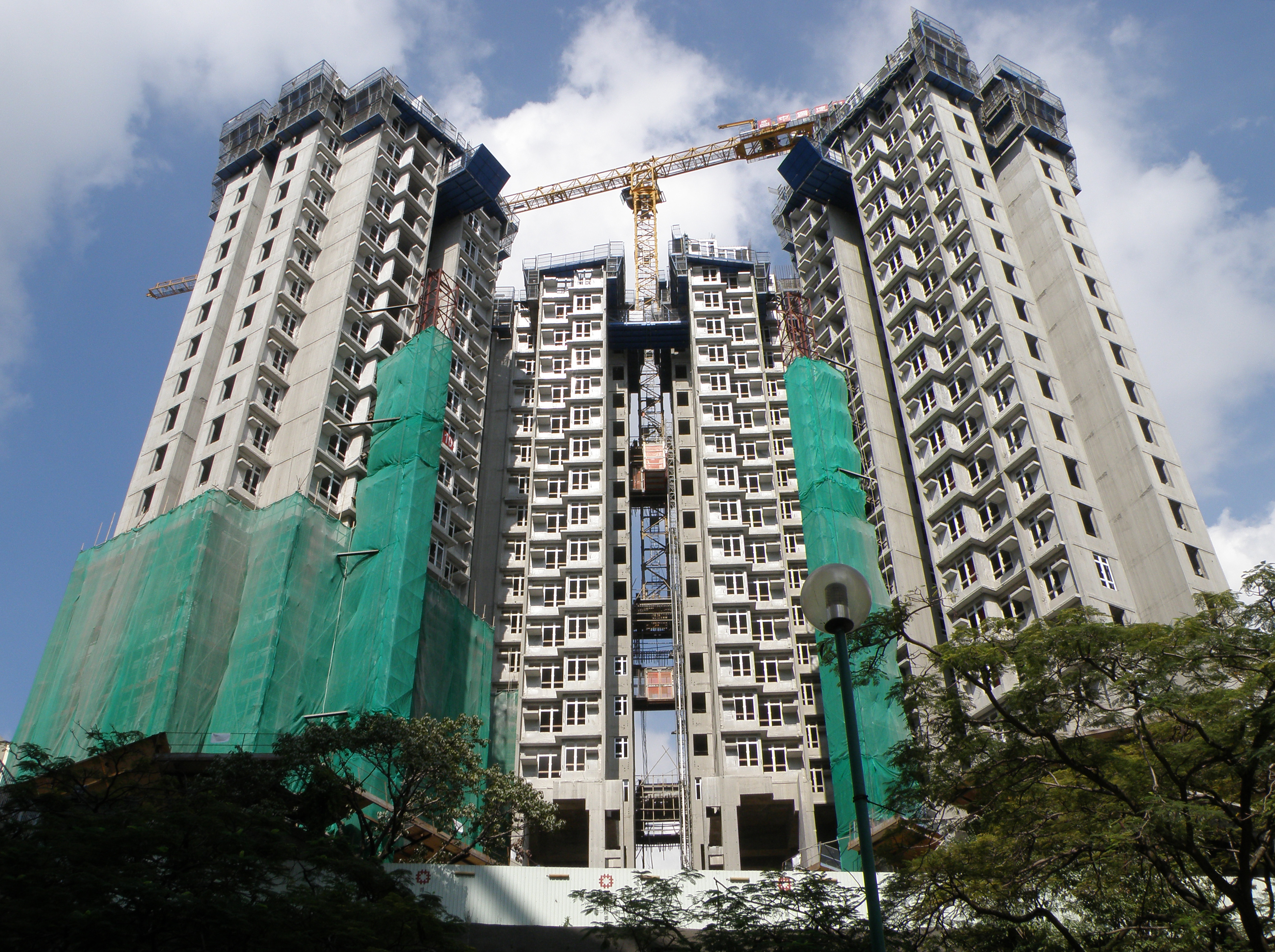
2015年11月
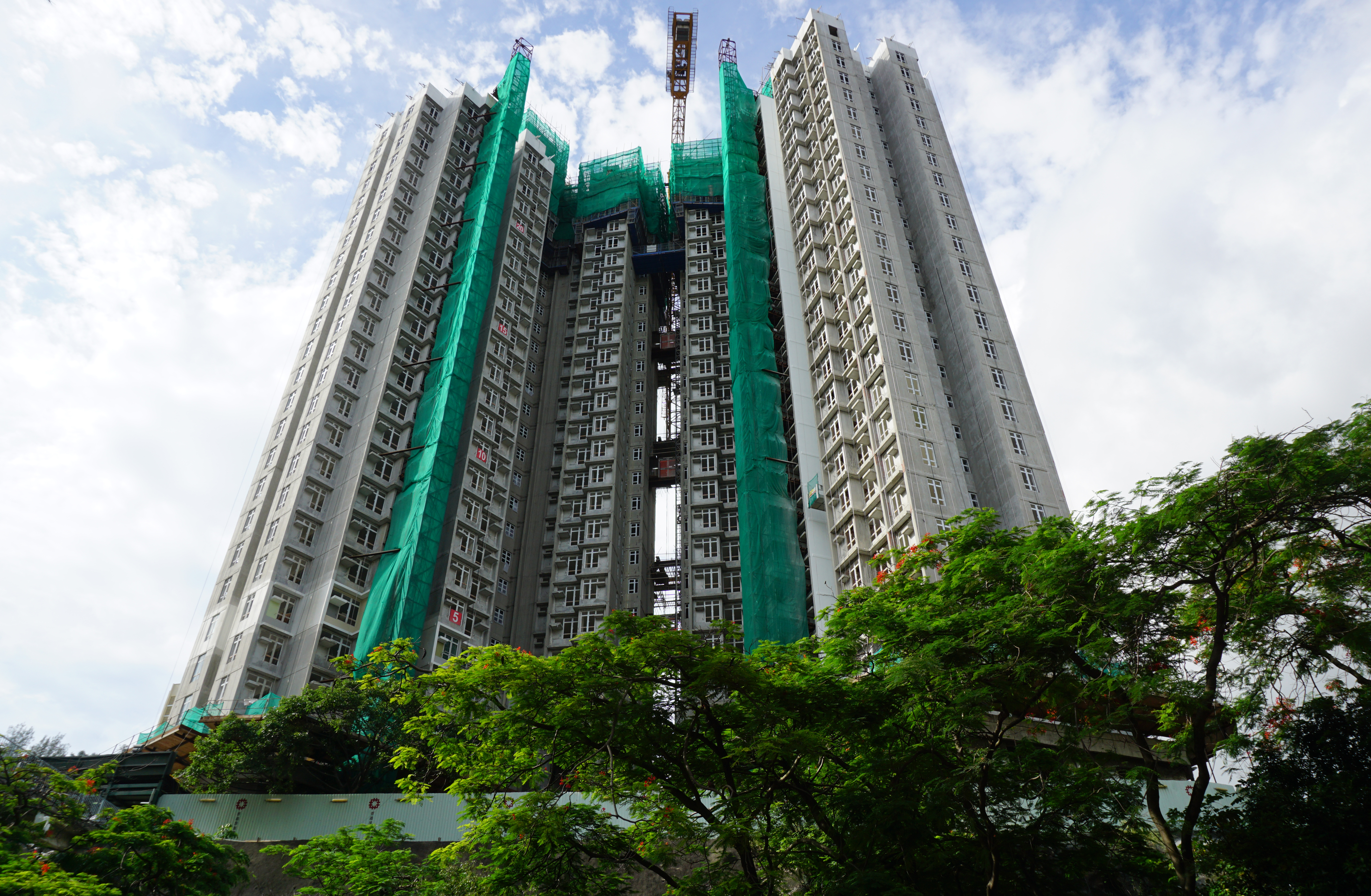
2016年6月
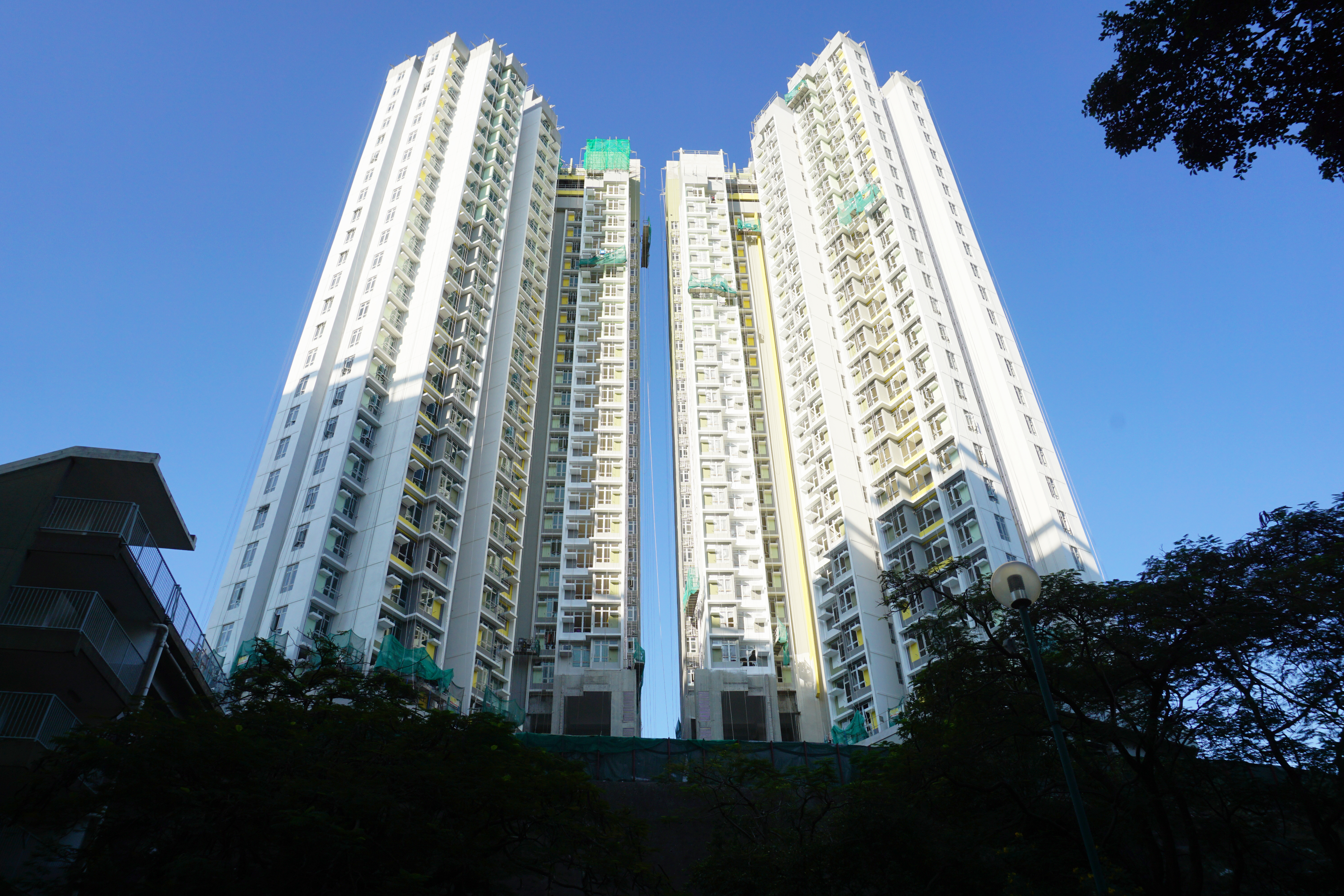
2016年11月
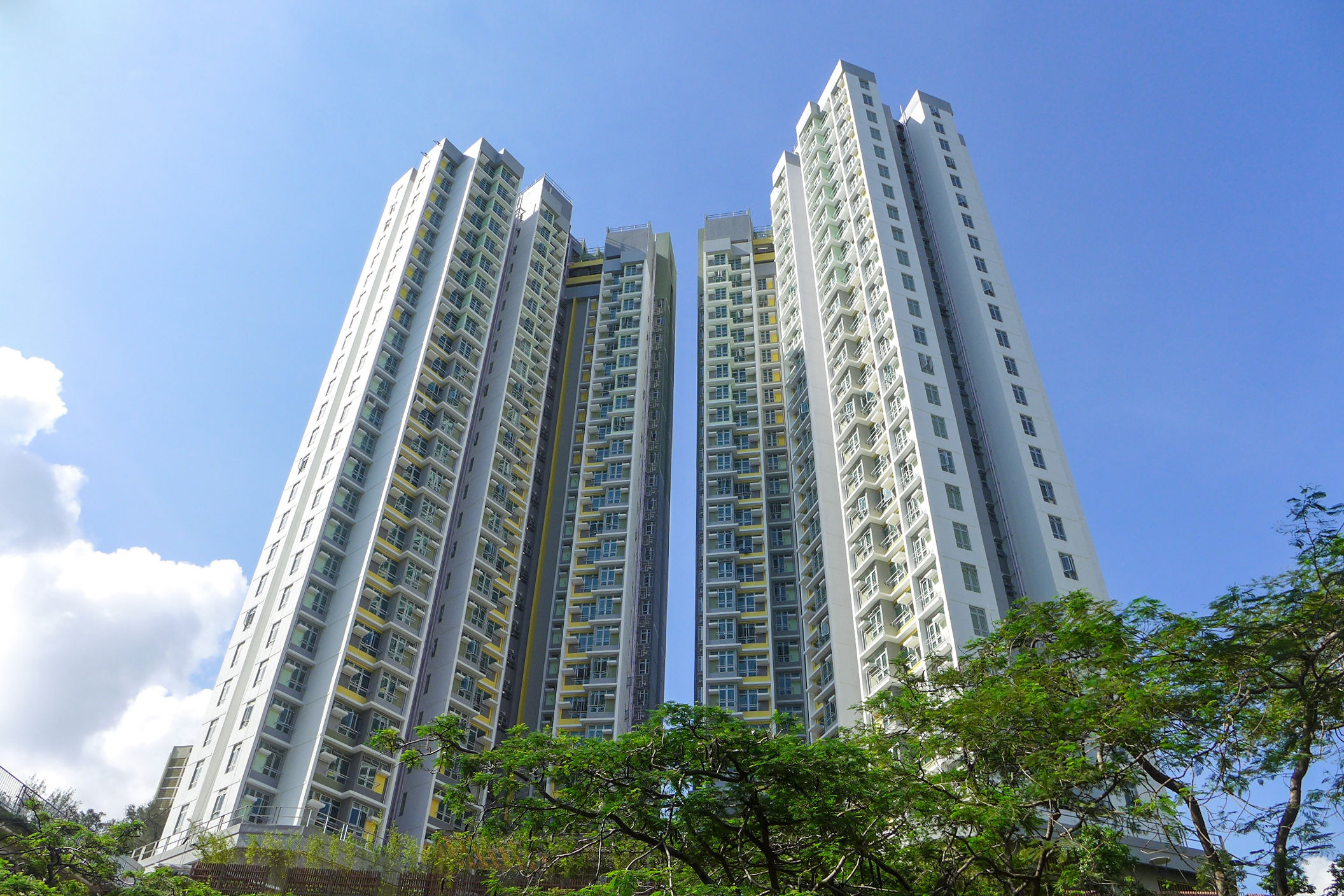
2017年7月

## 鄰近建築
- 長青邨
- 長康邨
- 美景花園
- 明翹匯
- 藍澄灣
- 青富苑
- 香港專業教育學院青衣分校
- 青衣THEI大樓
- 郭怡雅神父紀念學校
- 青衣西南體育館

## 外部連結
- 香港房屋委員會 - 出售居者有其屋計劃單位2014 （页面存档备份，存于）
- 香港房屋委員會 - 出售居者有其屋計劃單位2017-重售單位 （页面存档备份，存于）
- 房委會物業位置及資料 青俊苑